# St. Nikolaus (Waldau)

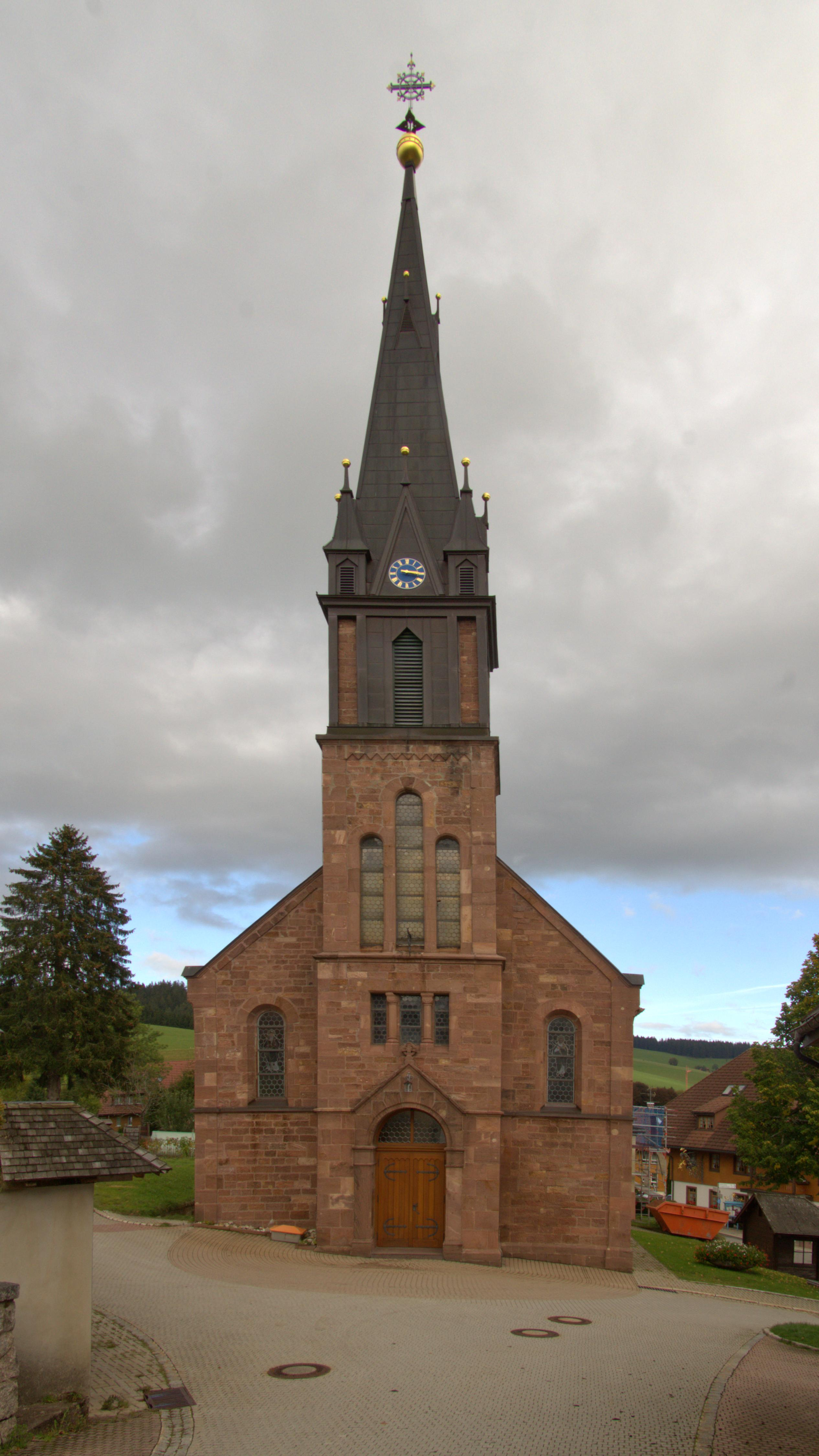
St. Nikolaus in Waldau

St. Nikolaus ist die katholische Pfarrkirche von Waldau, einem Ortsteil von Titisee-Neustadt im Schwarzwald. Sie gehört zur Seelsorgeeinheit „Beim Titisee“ im Dekanat Neustadt des Erzbistums Freiburg.

## Geschichte
Das Ortsgebiet wurde ab 1100 von Dienstleuten des 1093 gegründeten Klosters St. Peter besiedelt. „Wîdiwanc“, heute „Widiwand“, ein Hof und eine Höhe in Waldau, wird etwa 1111 im Rotulus Sanpetrinus erwähnt, einem Güterverzeichnis des Klosters. „Walda“ wird 1178, „Waldau“ 1265 genannt. Weltliche Herren waren die Gründer des Klosters St. Peter, die Herzöge von Zähringen, und nach deren Aussterben 1218 die sie beerbenden Grafen zu Fürstenberg. 1528 verkauften die Fürstenberger ihre Rechte an das Kloster, so dass es 1612 hieß: „Zu Waldau hat das Gotteshaus St. Peter hohe, niedere, forstliche und alle andere Obrigkeit, Grund und Boden.“ Mit St. Peter gehörte Waldau fast 300 Jahre zu Vorderösterreich, bis es 1806 mit dem Kloster an das Großherzogtum Baden fiel.
Seelsorger waren zuerst Mönche von St. Peter. Eine Kapelle ist erstmals durch eine Weihe 1411 bezeugt, „capella s. Nicolay in Waldow in silva nigra, filialis parrochialis eccesie vulgo dicte ze der Núwen kirchen“, „Nikolauskapelle in Waldau, Filialkirche der Kirche, die Neukirch genannt wird“. Die Mönche kamen „equitando“, zu Fuß oder zu Pferd. 1502 erhielten Waldau und das benachbarte Neukirch unter dem St.-Peterer Abt Peter Gremmelsbach einen ständigen Seelsorger, der in Neukirch wohnte und von dort aus beide Gemeinden betreute. An jedem dritten Sonntag sollte die heilige Messe in Waldau stattfinden. Wegen der großen Entfernung – viereinhalb Kilometer Luftlinie zwischen Waldau und Neukirch – konnten aber weiter bei „tiefem Schnee und sonst schlimmer Witterung … viele dieser Leute … zu größtem Seelenschaden gar keinem Gottesdienst beiwohnen.“ So bestellte Abt Philipp Jakob Steyrer 1761 für Waldau einen eigenen Seelsorger – der erste war Lorenz Rohrer, Pfarrvikar von 1762 bis 1771. Der Abt verfügte auch den Bau einer neuen Kirche.

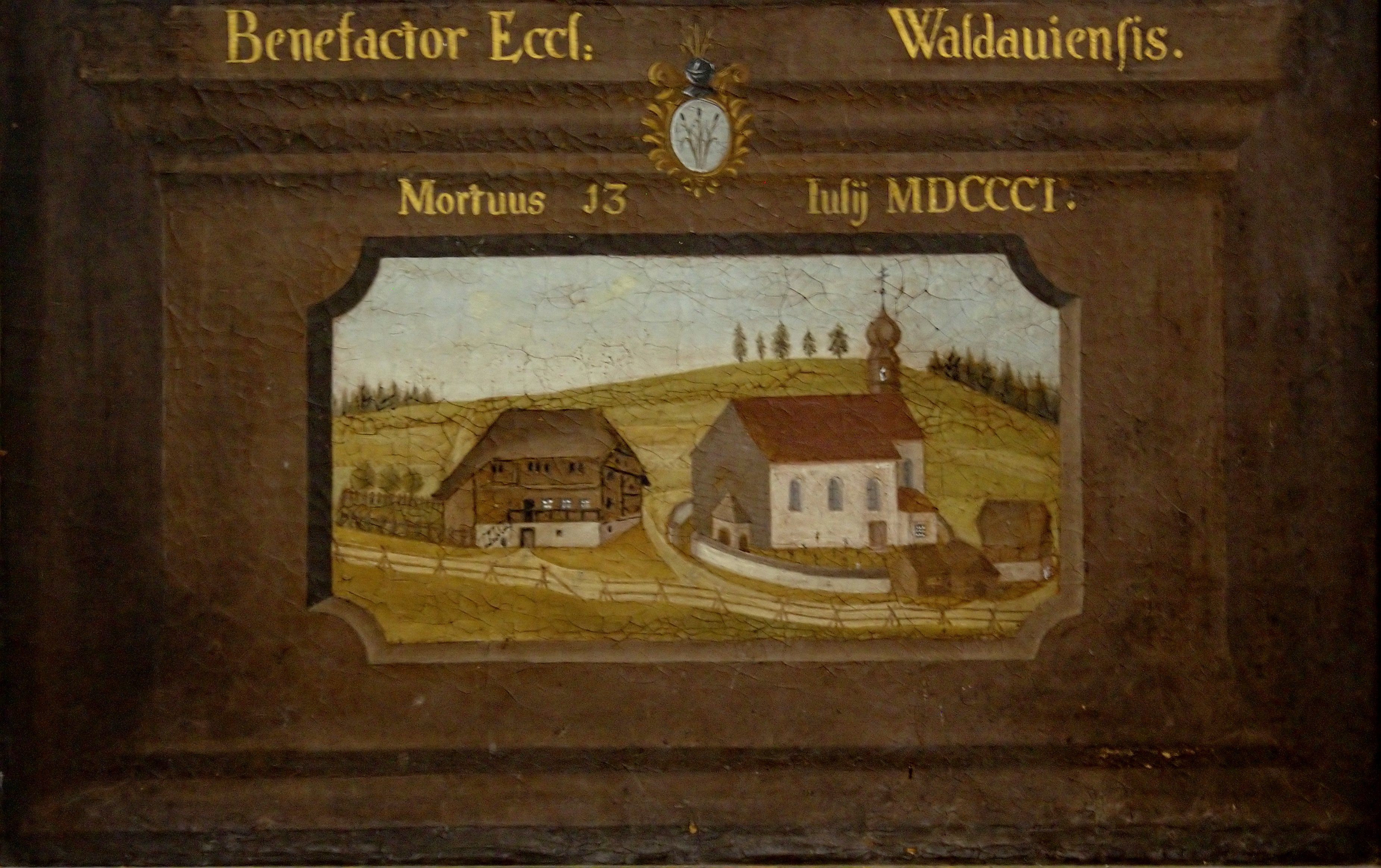
Die barocke Kirche auf einer Gedenktafel für Lorenz Rohrer, † 1801.

## Baugeschichte
Er bestellte dafür seinen Klosterbaumeister Hans Willam. Laut Vertrag vom April 1762 sollte er die alte Kirche „abbrechen, nach dem vorliegenden Plan eine neue aufbauen, … Langhaus, Chor und Sakristei mit einer Gipsdecke versehen, die Steinhauer- und Zimmermannsarbeiten besorgen, ebenso die Schmied- und Schlosserarbeiten, und schließlich die Bauaufsicht führen“. Bereits im Oktober konnte wieder Gottesdienst gehalten werden. Die drei Altäre wurden aus der alten Kapelle übernommen, der Hauptaltar allerdings 1764 bis 1765 ersetzt. 1775 wurde die Kirche vom Konstanzer Weihbischof Augustin von Hornstein konsekriert.
1880 bis 1881 erfolgte eine Erweiterung. Der bisher die Kirche umgebende Friedhof wurde verlegt, der barocke Dachreiter abgebrochen, das Schiff nach Westen verlängert und davor ein Turm gesetzt.
Es folgte 1907 bis 1908 eine Ergänzung des Inneren im Sinn des Neobarock mit Leinwandbildern für Decken und Wände von Josef Kaltenbach (1869–1912); sodann 1963 (neben Neueindeckung, Einbau einer Ölheizung und Neubau der Sakristei) eine „Purifizierung“, also Beseitigung der meisten Zutaten des Jahrhundertbeginns – Kaltenbachs Bilder werden jetzt außer einer Flucht nach Ägypten auf dem Kirchenspeicher aufbewahrt. 
Von 2001 bis 2004 wurde schließlich die jüngste Restaurierung durchgeführt; unter anderem wurde 2001 der Altarbereich neu gestaltet und 2002 die Orgel umgebaut sowie 2004 der Turm neu mit Kupferblech gedeckt.

## Äußeres
Das Aussehen der barocken Kirche ist auf einer Gedenktafel für ihren ersten Pfarrvikar Lorenz Rohrer erhalten. Sie lag inmitten des ummauerten Friedhofs. Das Schiff besaß Eingänge im Süden und Westen und drei Fensterachsen. Der Chor schloss mit drei Seiten und war von einem Dachreiter mit Zwiebelhaube überragt.

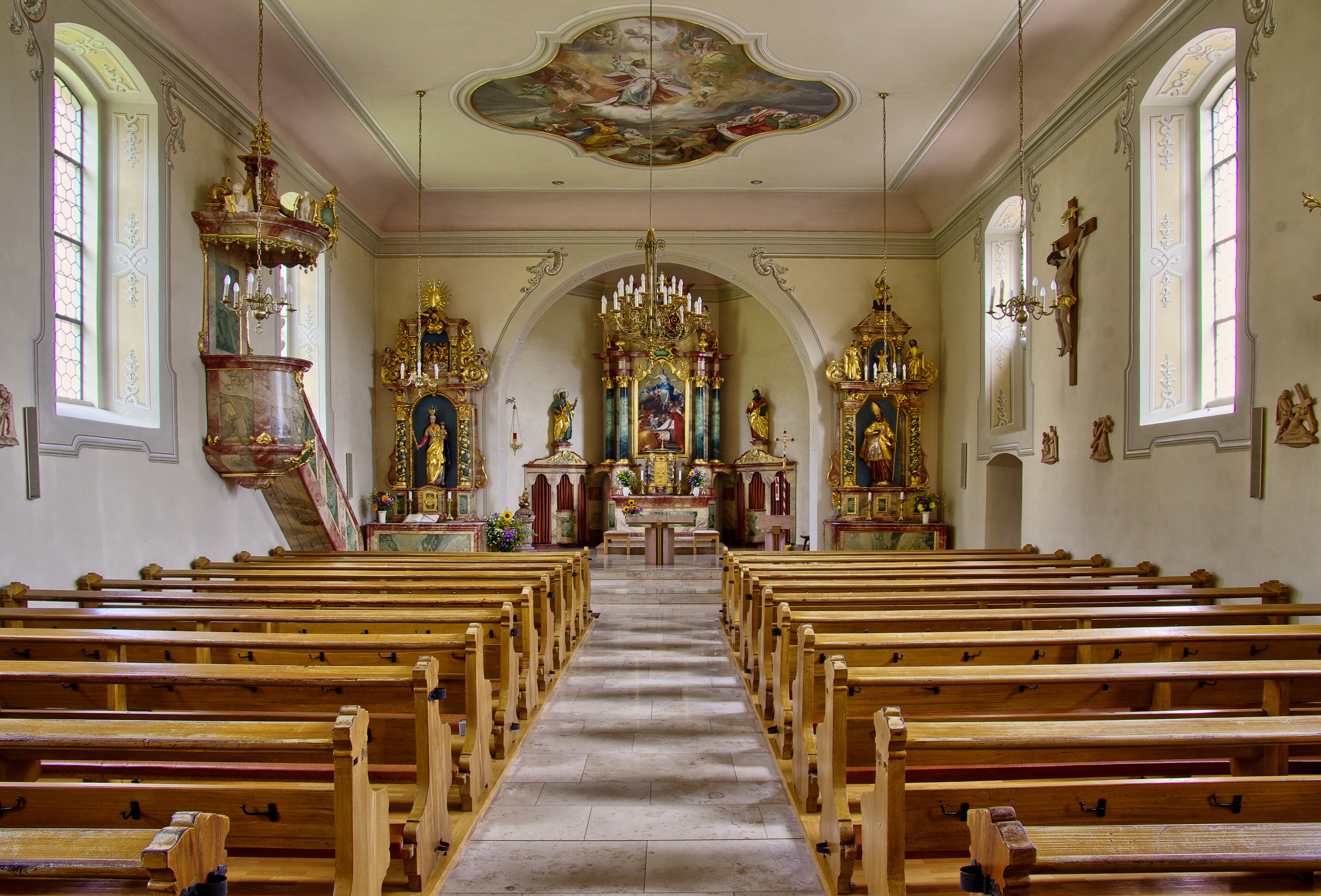
Blick zum Chor

Heute besitzt das Schiff fünf Fensterachsen. Die neuromanische westliche Schauseite von 1880/81 aus Buntsandsteinquadern wird beherrscht von dem vorspringenden, sich in vier Stockwerken nach oben verjüngenden Turm mit Spitzhelm. Seitliche Lisenen, die an den Dachrändern schräg zum Turm aufsteigen, und ein Gesims unter den seitlichen Rundbogenfenstern, das über dem rundbogigen Portal einen spitzen Giebel bildet, halten die Fassade zusammen. Außer im Westen ist das Gebäude verputzt. Die Südwand ziert ein Gemälde des Patrons, des heiligen Nikolaus von Myra.

## Inneres
Der einschiffige Raum ist ockergelb getönt, die Hohlkehle unter der Decke rosa. Fensterrahmen und -laibungen sind mit Stuckornamenten verziert. Die Decke trägt in geschwungenen neobarocken Stuckrahmen seit 1963 statt Kaltenbachs Leinwänden Gemälde von Manfred Schmid (1911–2009), nämlich eine Auferstehung Jesu Christi, ein Pfingstwunder und ein Allerheiligenbild.

Hochaltar
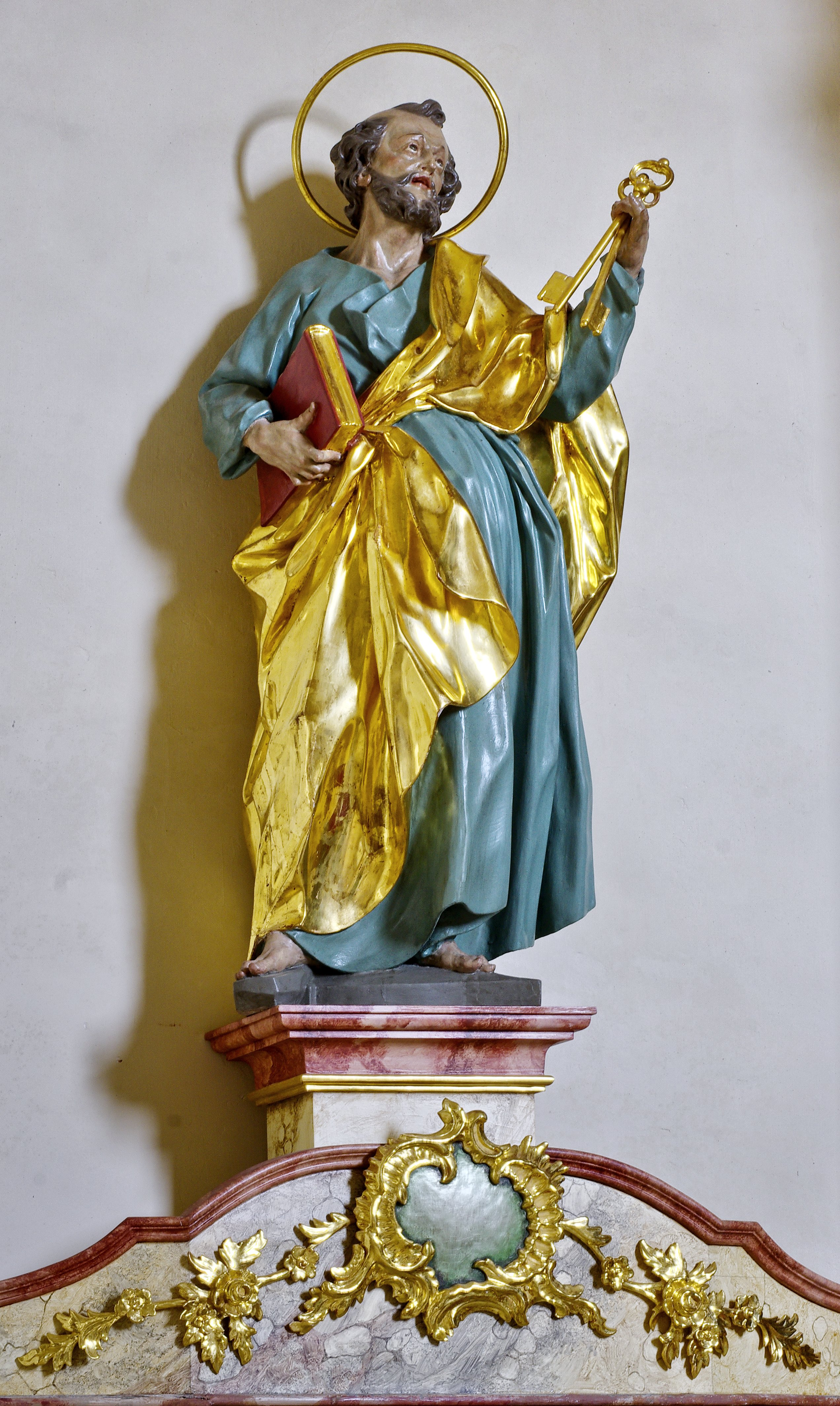
Petrus
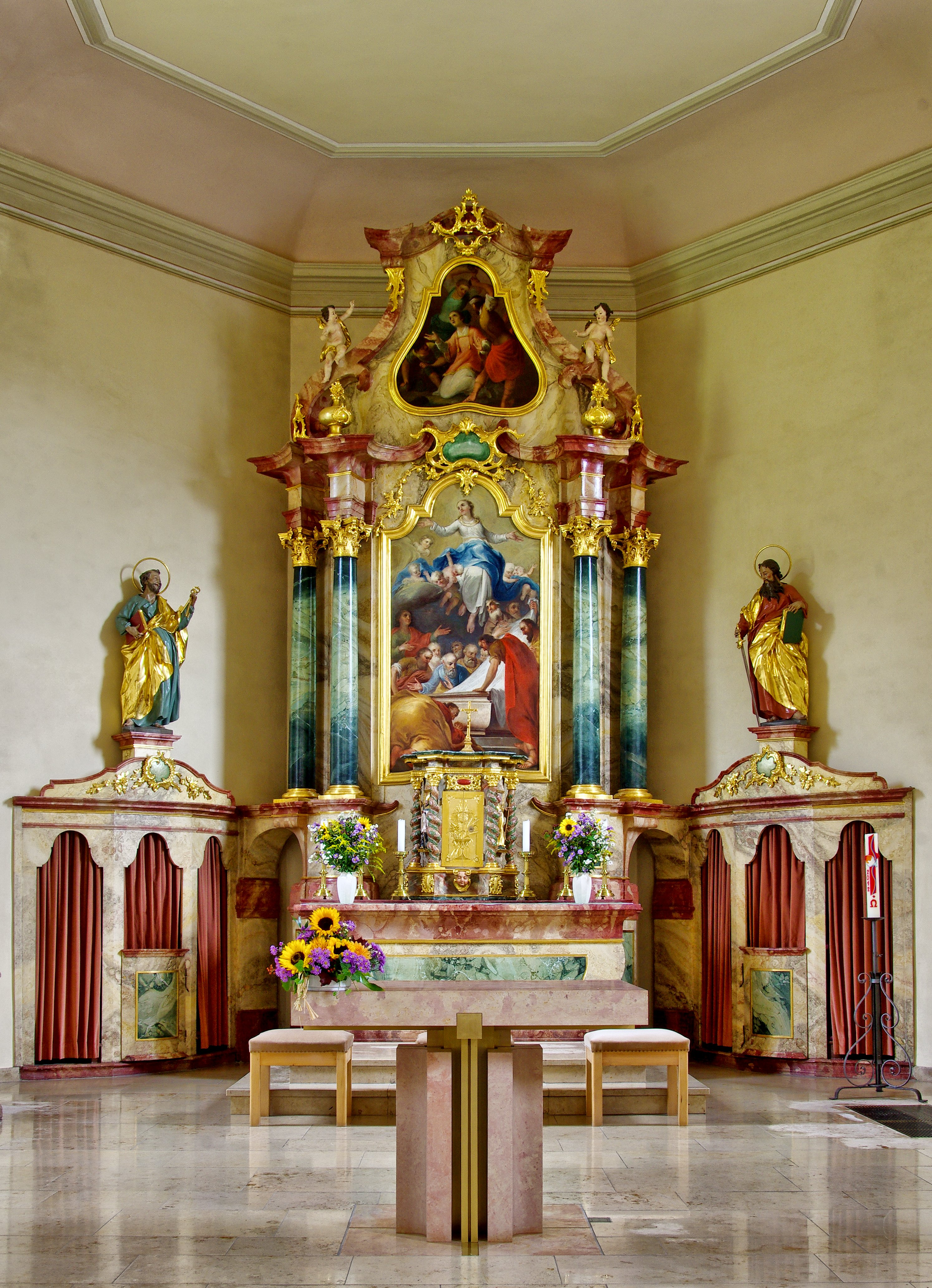
Hochaltar
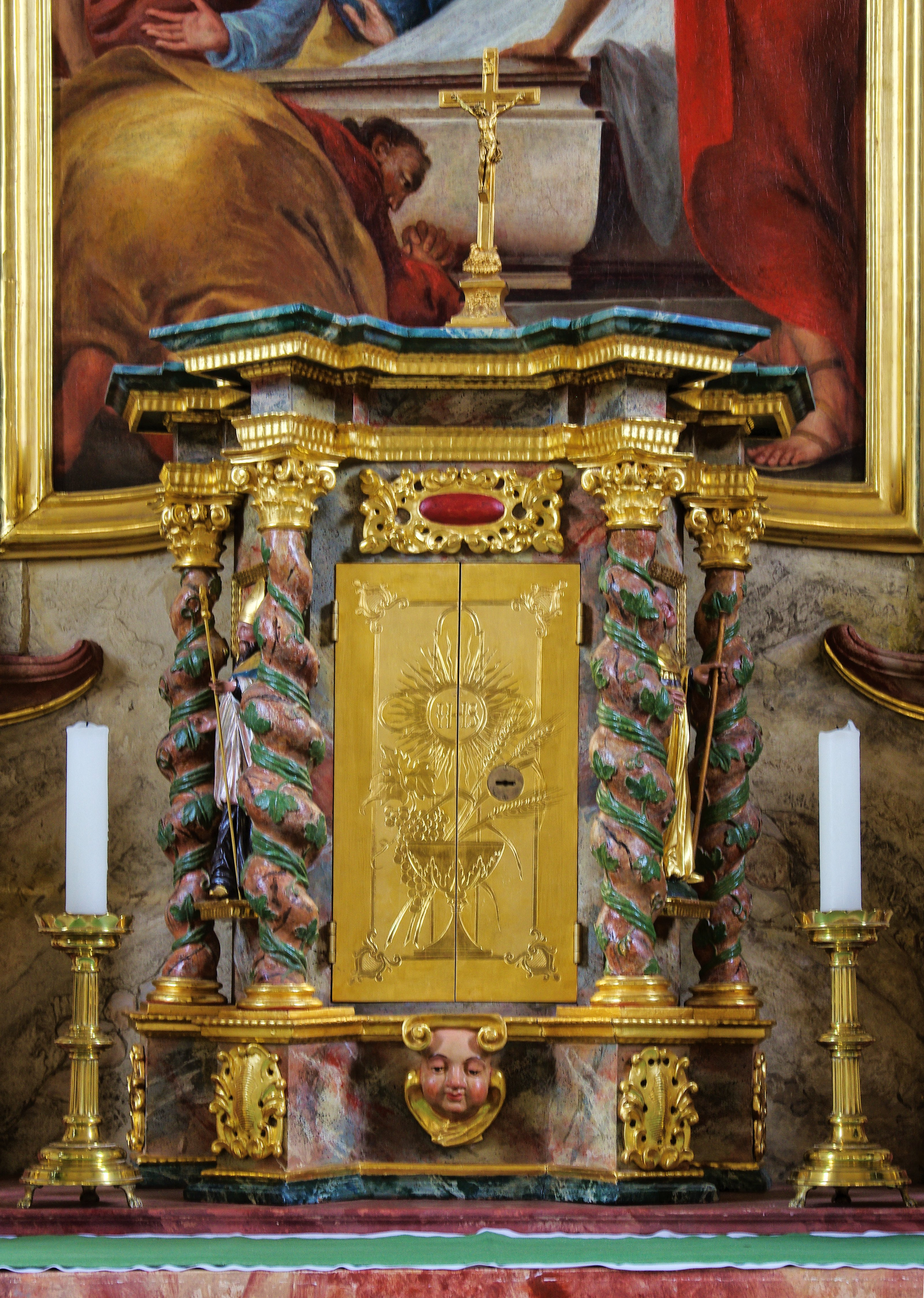
Tabernakel
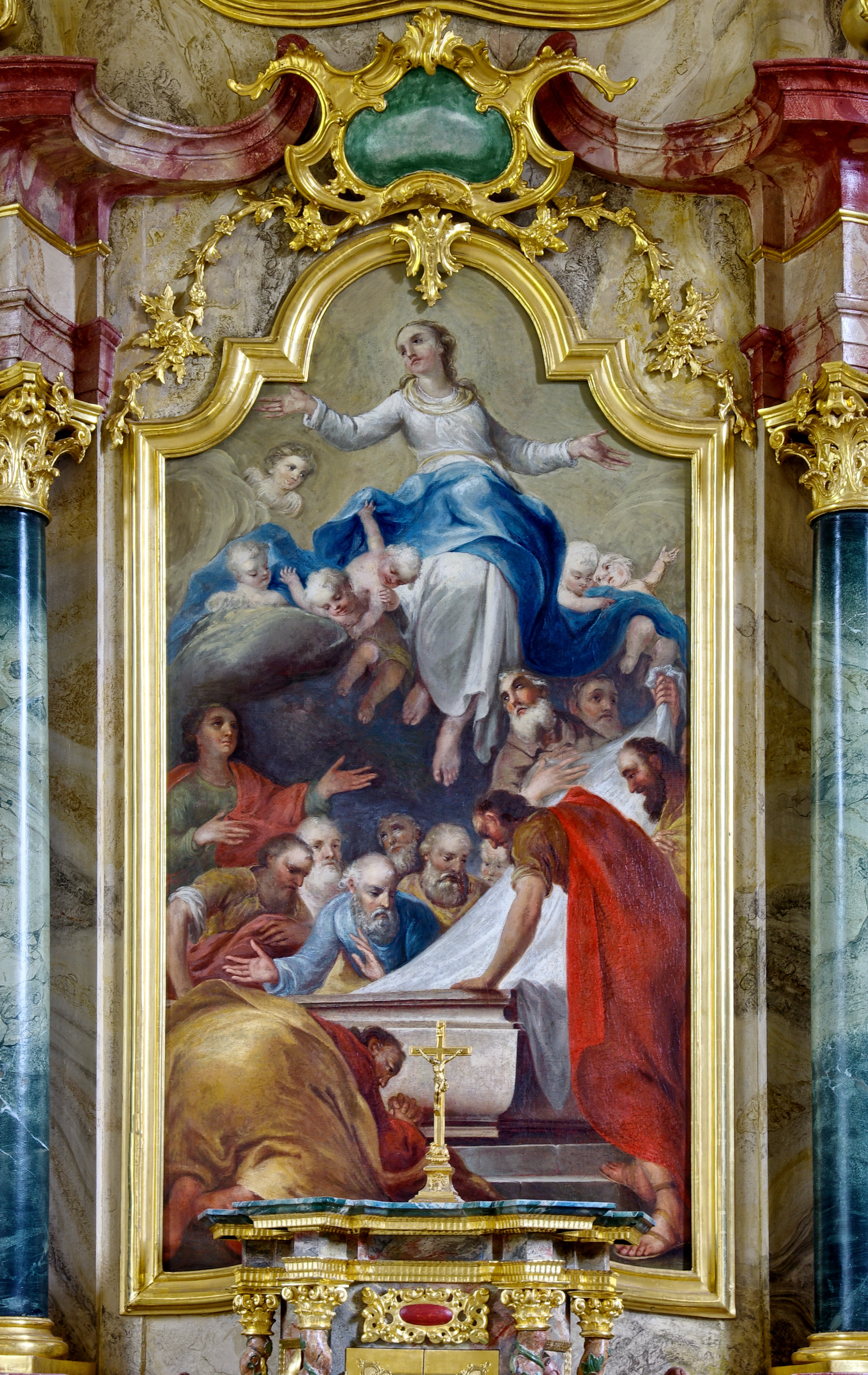
Mariä Himmelfahrt
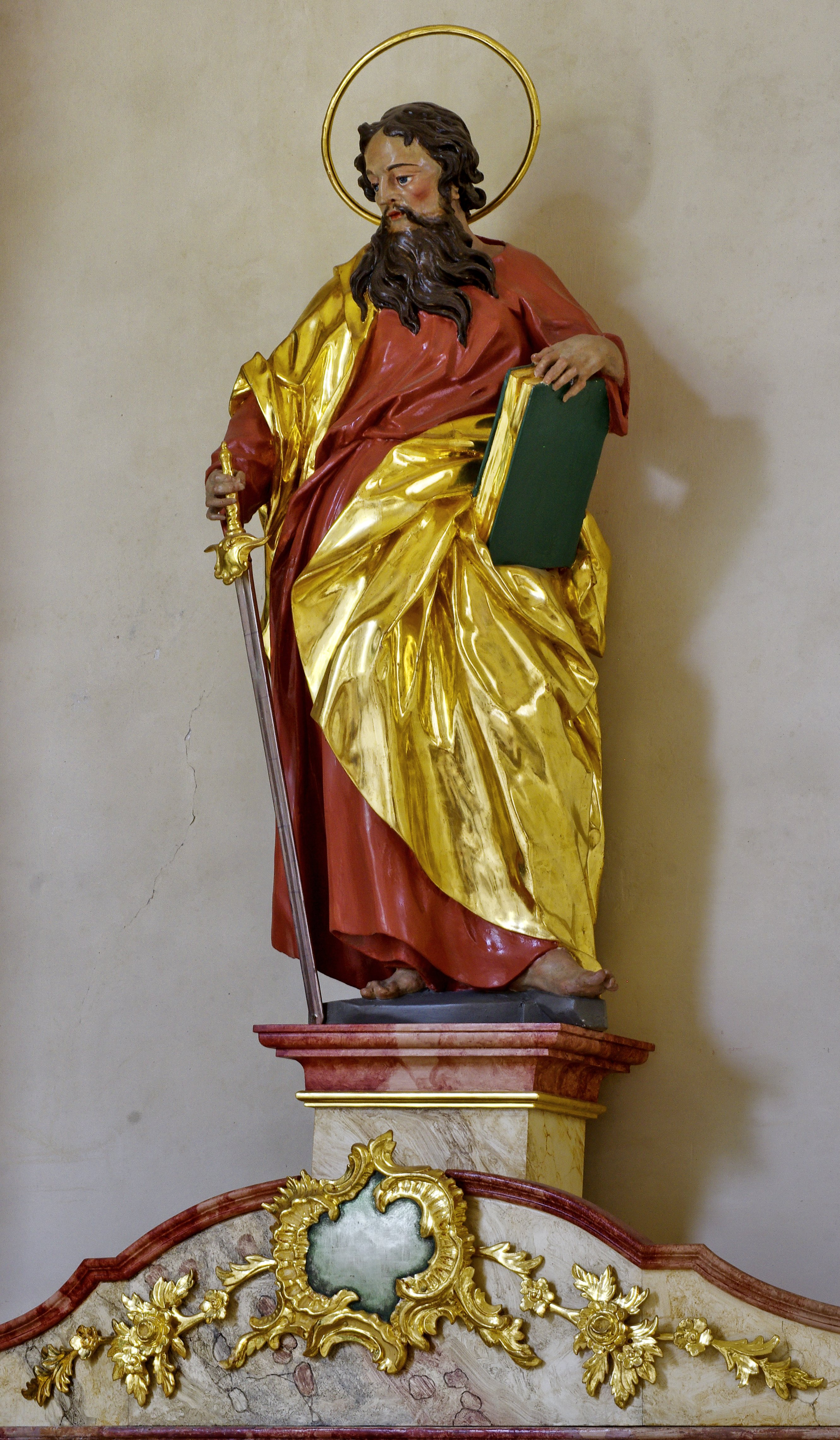
Paulus

Den Hochaltar schnitzte 1764/65 im Auftrag Abt Steyrers Matthias Faller unter Mithilfe eines Altarschreiners. Er schuf die Apostel Petrus und Paulus auf den Beichtstühlen links und rechts, die beiden Vasen und Engelchen und die gesamte Zier von vergoldeten Kapitellen, Blattgirlanden und Rocaillen. Der Tabernakel allerdings stammt bis auf die modernen Türen aus der Vorgängerkirche. „Die gedrehten Säulen, mit Reblaub umgeben, die Kartuschen, der Engelskopf in der Mitte und die beiden seitlichen Figürchen künden von der Hand des Bartle Winterhalder, des Vaters der Schwarzwälder Bildhauerei.“ Die Altargemälde „Mariä Himmelfahrt“ und „Steinigung des heiligen Stephanus“ schreibt Hermann Simon Göser zu, dessen erste Werke im Bereich des Klosters St. Peter sie seien.

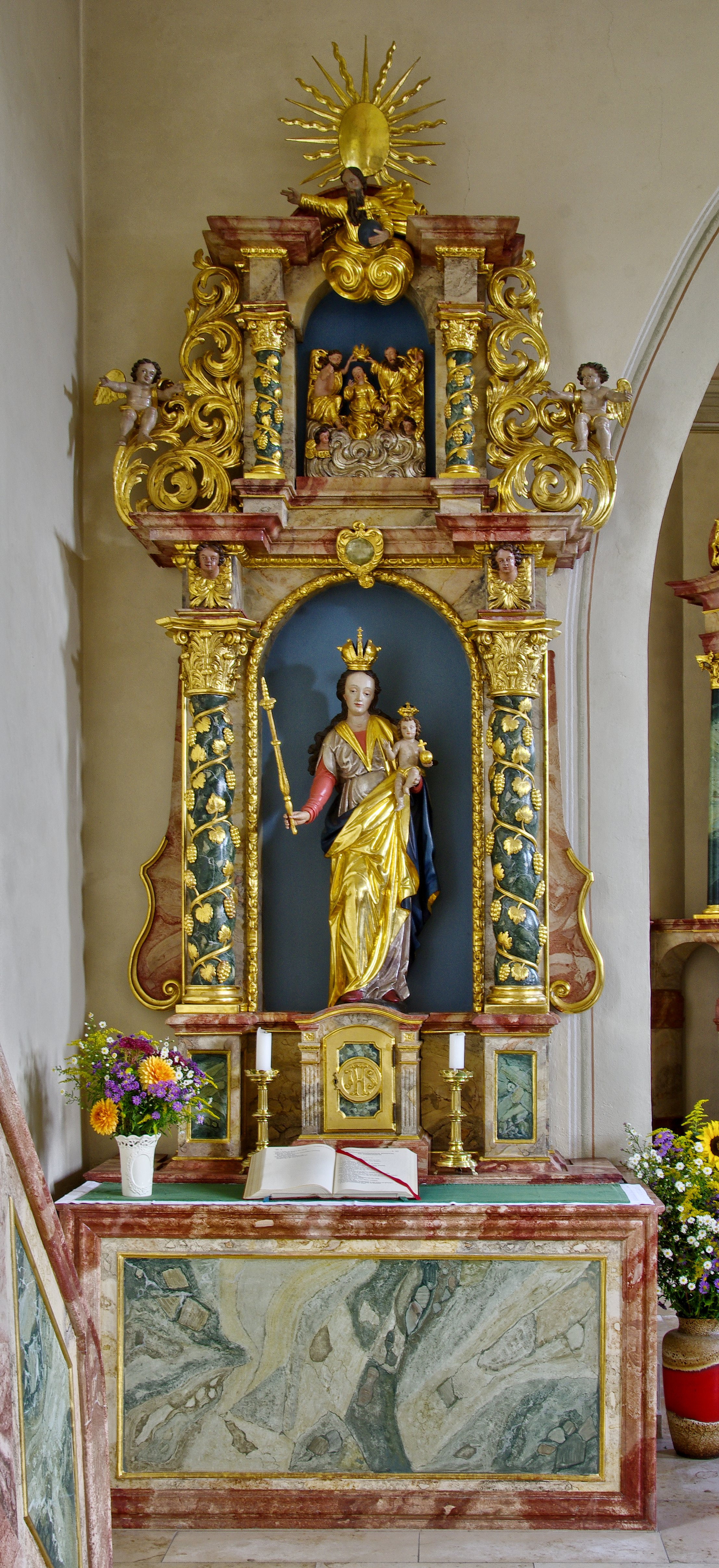
Linker Seitenaltar
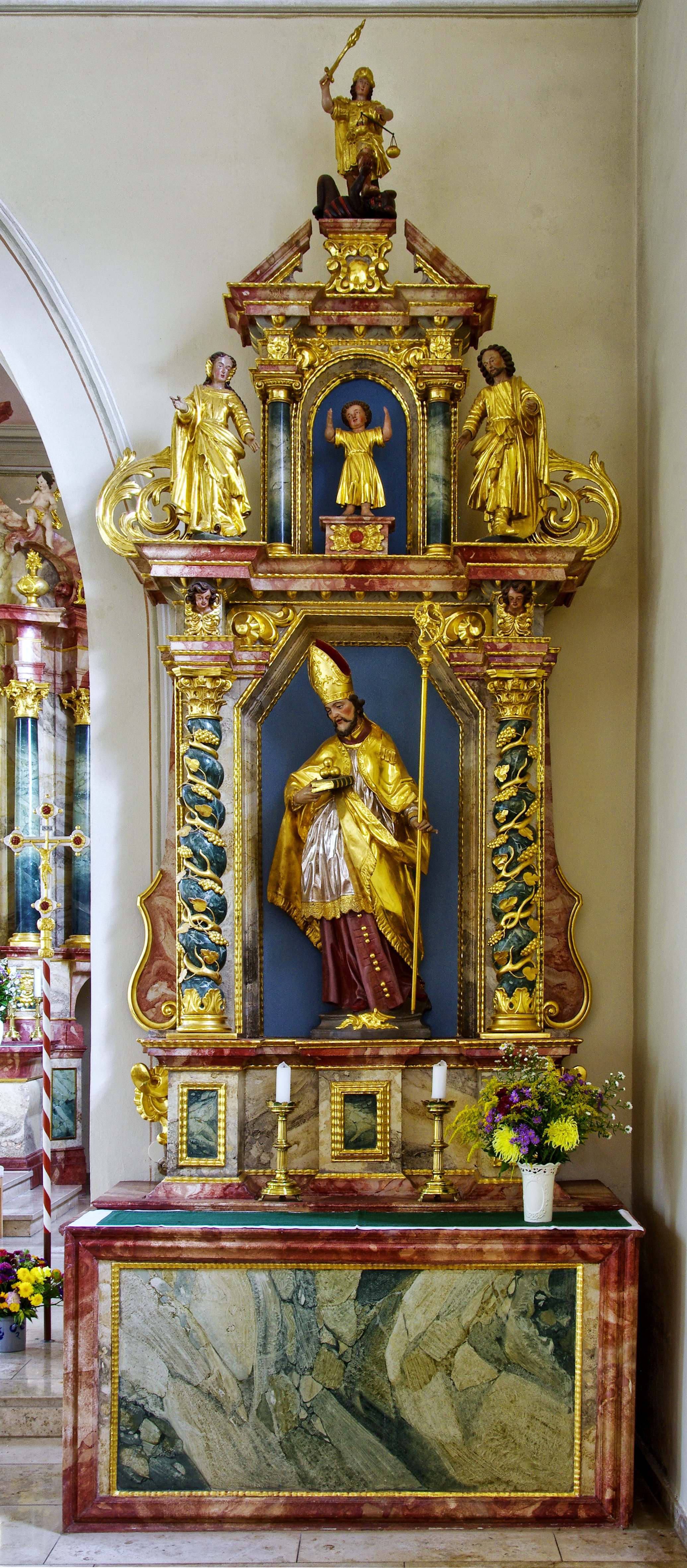
Rechter Seitenaltar
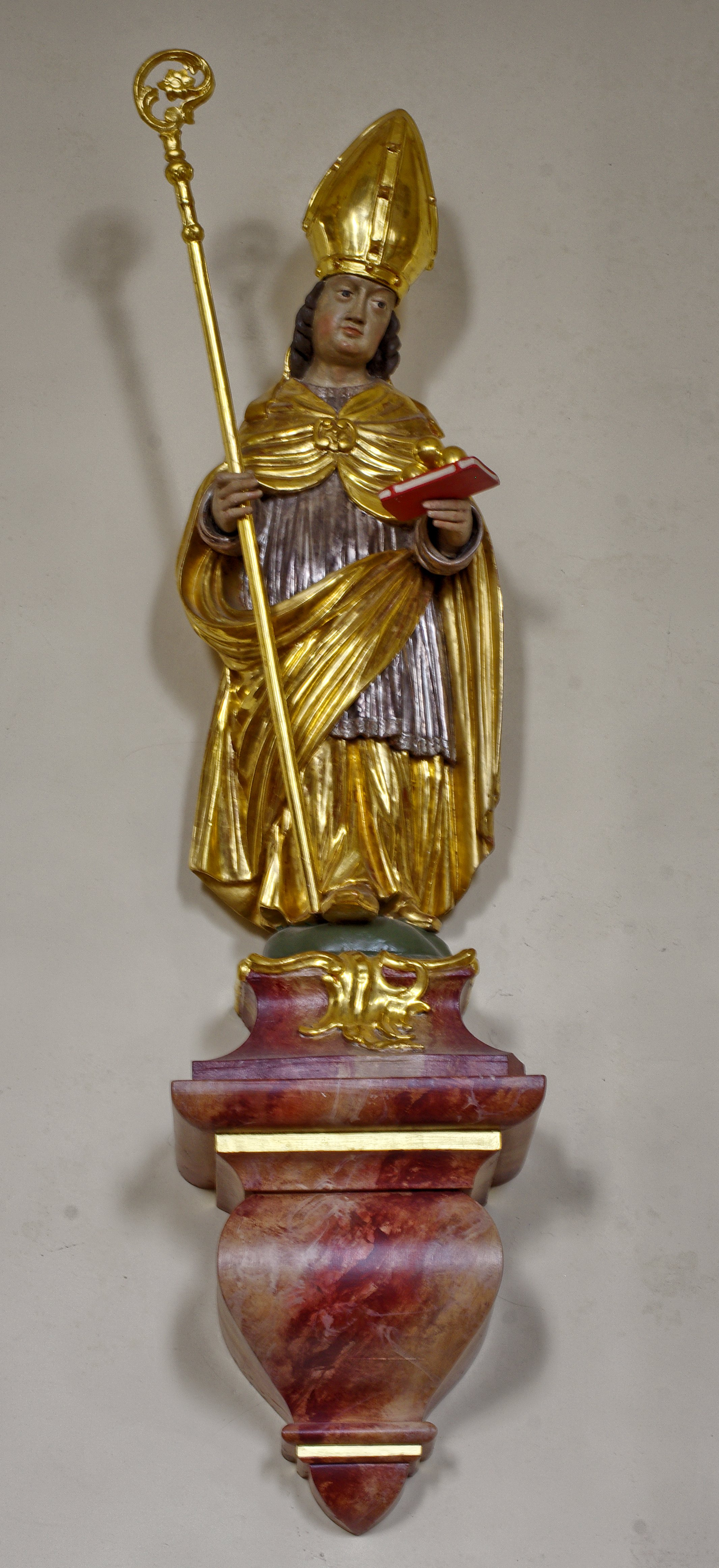
Bartholomaeus Winterhalders Nikolaus
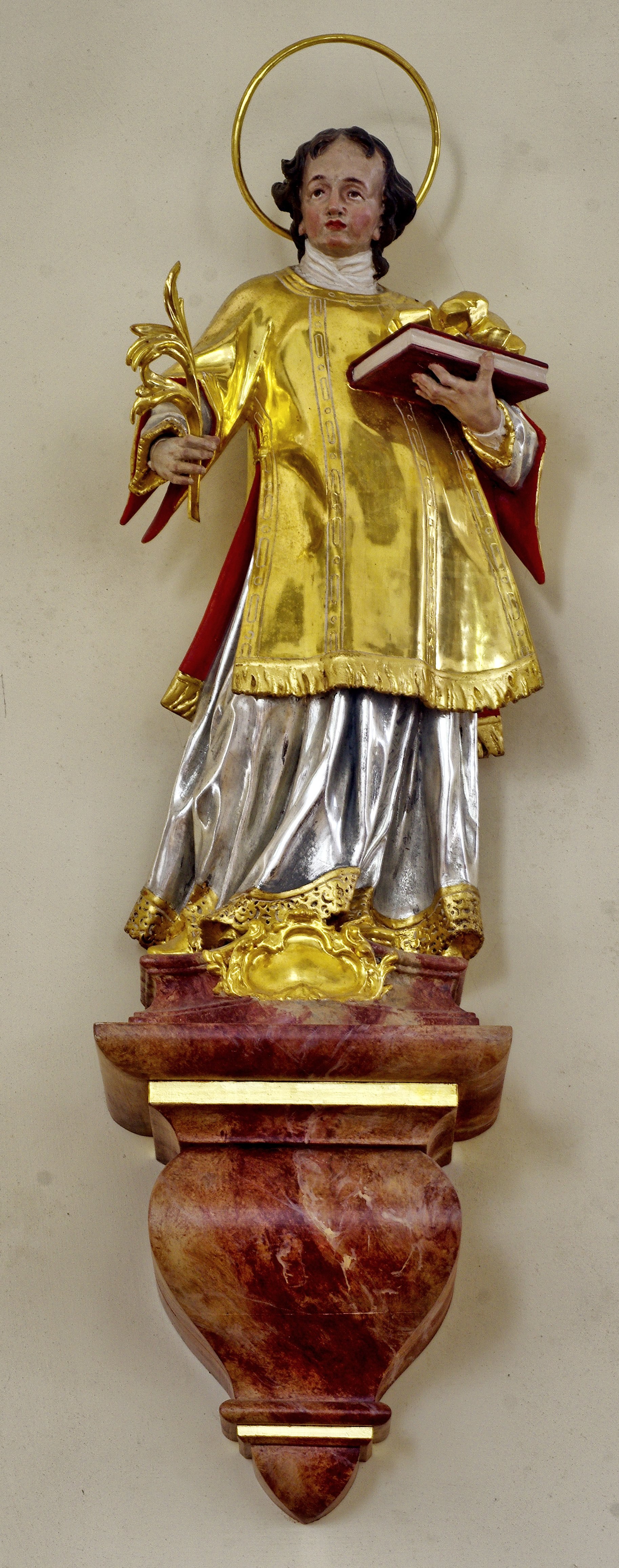
Stephanus
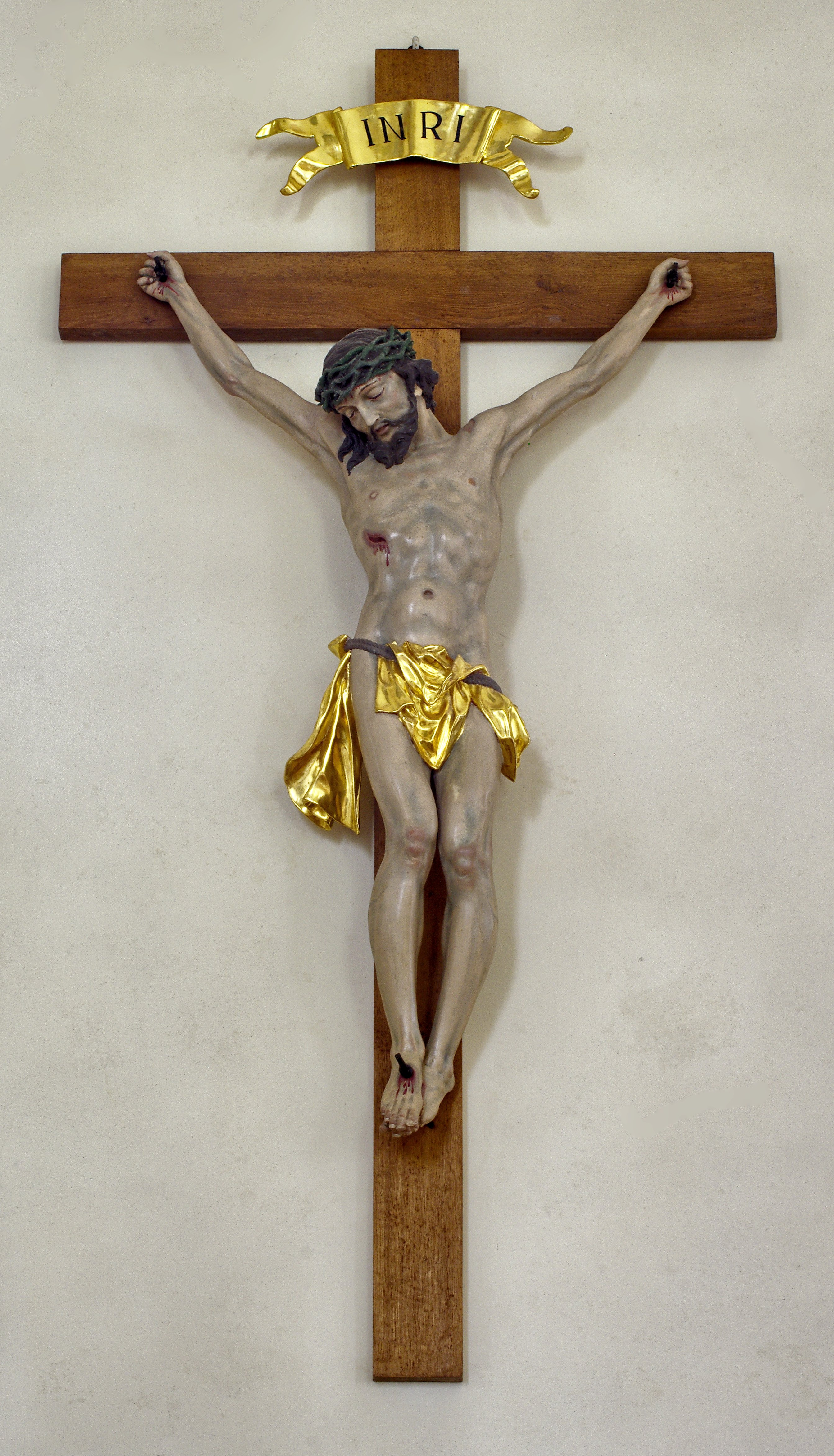
Kruzifix

Beide Seitenaltäre sind nach Hermann bis auf die Statue des heiligen Nikolaus im rechten Altar ebenfalls Werke von Bartholomaeus Winterhalder.
Die Madonna im linken Altar, Marienaltar, „zählt zu den bedeutendsten der Zeit im Schwarzwald überhaupt“. Darüber setzte Winterhalder zwischen Putten eine „Krönung Mariens“ und zuoberst Gottvater mit der Weltkugel vor einem Strahlenkranz.

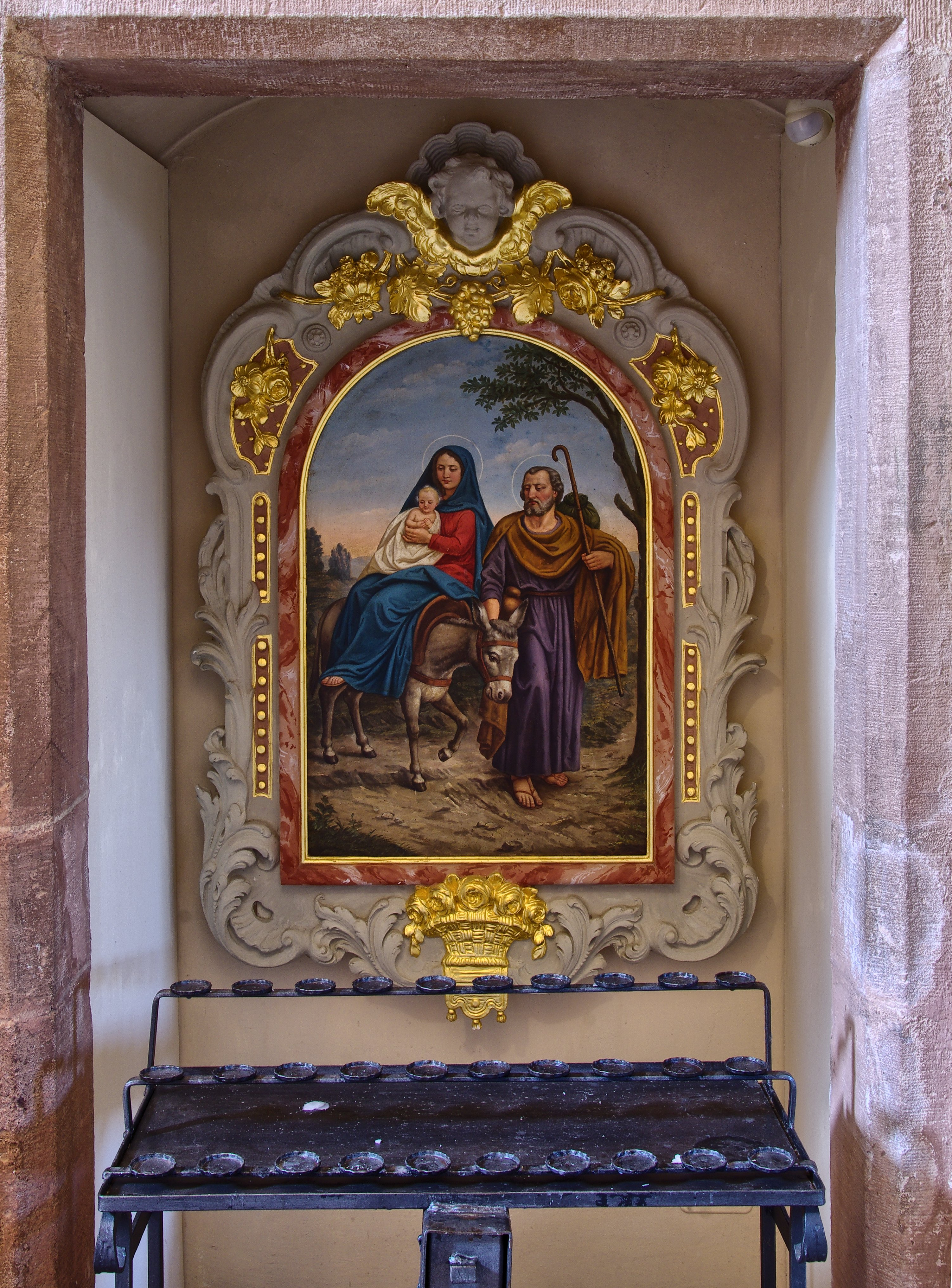
Rest des Neobarock: Kaltenbachs Flucht nach Ägypten in einer Nische links des Eingangs

Der rechte Seitenaltar, Nikolausaltar, entspricht im Aufbau dem linken. Den Winterhalderschen Nikolaus allerdings hat Matthias Faller durch einen eigenen ersetzt, „der zu seinen schönsten Bischofs-Gestalten zählt“. Winterhalders Nikolaus steht jetzt an der linken Wand des Schiffs. Im Obergeschoss des rechten Seitenaltars steht der Jesusknabe zwischen Maria und Josef, zuoberst der Erzengel Michael mit Flammenschwert und Seelenwaage.
Auch die Kanzel an der linken Schiffswand sowie das Kruzifix und der heilige Stephanus an der rechten Schiffswand sind Werke Fallers.
Wolfgang Eckerts Zelebrationsaltar und Ambo von 2001 kontrastieren in ihrer Schlichtheit mit dem Barock und Rokoko der Umgebung. Den Kreuzweg schnitzte 1965 der im nahen Urach geborene Wolfgang Kleiser (* 1936).

## Orgel
Die Orgel mit 12 Registern wurde 1912 von der Werkstatt Wilhelm Schwarz & Sohn, Überlingen gebaut. 1963/64 wurde sie durch die Firma Schwarz (Orgelbaumeister Eugen Pfaff) erneuert. 2002 folgte ein  Umbau durch Orgelbaumeister Egbert Pfaff, Überlingen.
Sie hat aktuell 15 Register mit folgende Disposition:
| Pedal C–f1 |     |
| Subbass    | 16′ |
| Zartbass   | 16′ |
| Flötbass   | 8′  |
| Choralbass | 4'  |

| Manual I C–g3 |       |
| Principal     | 8′    |
| Salicional    | 8′    |
| Rohrflöte     | 4′    |
| Oktave        | 2′    |
| Mixtur 3-4f.  | 1 ⁄3′ |

| Manual II C–g3 |       |
| Gedackt        | 8′    |
| Principal      | 4′    |
| Spillflöte     | 4′    |
| Nasat          | 2 ⁄3′ |
| Schwiegel      | 2′    |
| Zimbel         | 1⁄2′  |

- Koppeln: II/I, I/P, II/P, Oberoktave II/I, Unteroktave II/I
- Spielhilfen: Fr. Komb., Tutti, Crescendo-Walze, P. Pedal, Tremolo, Absteller Oberoktave, Absteller Unteroktave

## Glocken
Im Kirchturm befindet sich ein vierstimmiges Glockengeläut. Die vier Bronzeglocken wurden 1952 von der Gießerei Friedrich Wilhelm Schilling aus Heidelberg gegossen. Neben den Läuteaufgaben werden alle vier Glocken auch für den Uhrschlag der Turmuhr eingesetzt: Glocke 1 für den Stundenschlag, die anderen für den Viertelstundenschlag. Die Turmuhr hat auf allen vier Seiten Zifferblätter.
| Nr. | Name           | Durchmesser | Gewicht | Schlagton | Inschrift                                                        |
| --- | -------------- | ----------- | ------- | --------- | ---------------------------------------------------------------- |
| 1   | Marienglocke   | 1000 mm     | 686 kg  | g′-7      | MARIA LIEBE FRAU, SCHIRM LEUT UND HAUS UND WALD UND AU           |
| 2   | Michaelsglocke | 0910 mm     | 465 kg  | a′-7      | ST. MICHAEL, FUERST UND HELD, KOMM UNS ZU HILF, ZIEH MIT ZU FELD |
| 3   | Nikolausglocke | 0810 mm     | 328 kg  | h′-7      | ST. NIKOLAUS, VOLL LIEB UND GÜT, LEHR UNS, PATRON, WAS DU GEUEBT |
| 4   | Josefsglocke   | 0720 mm     | 187 kg  | d″-7      | ST. JOSEF, STEH IM TOD UNS BEI + EW‘GE RUH DIE BITTE SEI         |

## Würdigung
Zwei Urteile im Abstand von etwa hundert Jahren zeigen den Wandel der Wertschätzung. Das von Franz Xaver Kraus herausgegebene Kunstdenkmäler-Verzeichnis des Großherzogtums Baden befindet 1904 zu Waldau: „Die neuere Pfarrkirche bietet nichts von Interesse.“ Der Hochaltar sei „in handwerksmässigem Barock“. Nach Manfred Hermanns Kirchenführer von 2005 beeindruckt die Kirche durch die fröhliche barocke Farbigkeit ihrer Altäre, die, meint er, zum liebenswerten kulturellen Erbe von St. Peter gehörten.